# Pierre Hebbelinck
Pierre Hebbelinck, né à Rixensart en 1956, est un architecte, éditeur et conférencier belge vivant à Liège.

## Biographie

### Premières années
Né à Rixensart en 1956, Pierre Hebbelinck est diplômé en 1981 de l'institut d'architecture liégeois Lambert Lombard et ouvre son atelier comme architecte indépendant dès l'année suivante.
Durant une dizaine d'années, celui qui se décrit comme un « architecte de la crise » se consacre à des projets privés, des commandes qu'il décrit « marginales, partielles et minimales » tout en continuant de se former sur les plans théorique, intellectuel ou culturel, et en visitant régulièrement la patrimoine architectural belge.
En 1991, il reçoit des autorités communales de Liège sa première commande publique pour la rénovation du plus anciens bâtiments civil de la ville, la halle aux viandes, datant du XVIe siècle. En 1993, avec ses collègues Georges-Éric Lantair et Gérard Michel, il crée à Liège la fondation HLM dont le travail aboutit en 2006 par la publication d'une carte Architectures de la Ville, Liège — qui répertorie près de 1 600 bâtiments — avant de s'ouvrir à différentes monographies d'architectes. De 1995 à 1999, il s'associe avec son collègue Alain Richard et est rejoint en 1997 par Pierre de Wit. En 1996, il est choisi pour représenter la Belgique à la sixième exposition internationale d'architecture de Venise, à la huitième édition de laquelle il participe en 2002.

### Diversifications

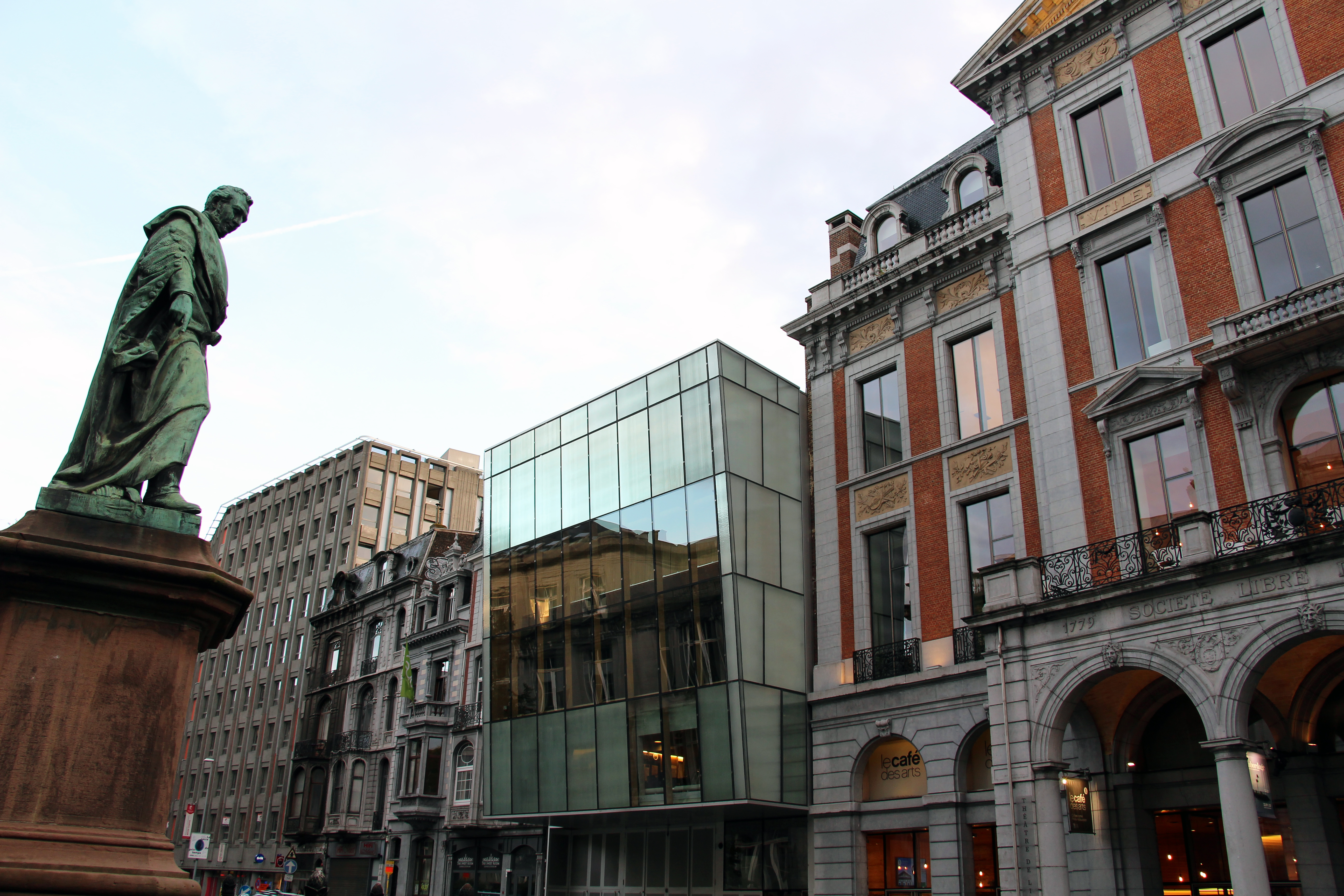
Extension du Théâtre de Liège

C'est en 1993 que Pierre Hebbelinck, alors âgé de trente-sept ans, se voit confier officiellement son premier projet public d'envergure : l'implantation du futur Musée des Arts contemporains de la Fédération Wallonie-Bruxelles sur le site borain du Grand-Hornu, un site de 7 000 m2 dont la moitié consacrée à des expositions. Les commandes publiques d'espaces culturels se succèdent ensuite : Théâtre du Manège à Mons en 2002, Théâtre de Liège en 2003, Mons Memorial Museum en 2011, La Halle Perret à Montataire en 2013, l'Espace des Arts de Chalon-sur-Saône en 2015…   
À côté de ces projets publics, il continue de mener des projets privés, régulièrement salués, à l'instar de la création de la maison Dejardin-Hendricé (2004) à Comblain-au-Pont ou encore la transformations de la maison Franckfort (2002) et la création de la maison Krantz-Fontaine (2006) à Uccle.
En parallèle de ses activités d'architecte, il développe celle de conférencier d'architecture qui le mènent notamment en Europe de l'Est et en Amérique du Sud. En 2004, il crée les éditions Fourre-Tout qui, ambitionnant de porter les débats sur l'architecture vers le reste du monde culturel, constituent progressivement l'une des principales activités de son bureau. Il y développe également la collection Architexto qui fait dialoguer jeunes architectes et auteurs.
En décembre 2015, il est fait Chevalier des Arts et des Lettres par l’ambassadeur de France à Bruxelles, Claude-France Arnould.

## Approche architecturale
Des questionnements et recherches engagés à l'occasion de ses premières micro-commandes, il conçoit ,dès 1991, une méthode basant la fondation des projets architecturaux sur l'échange et l'altérité, évoquant une forme d'« éducation permanente ». À côté des projets de plus grande échelle, les plus petits projets privés d'habitat sont considérés comme autant de laboratoires, d'explorations ou d'exercices de style où se marquent tant le rapport à l'héritage et à l'histoire qu'au lieu et au site. Cette méthode, qui laisse peu au hasard et mobilise à la fois « flânerie et rigueur, émotion et précision, poésie et méthode », fait l'objet de l'exposition rétrospective « Méthodologie du Sensible » présentée notamment au Bozar en 2010, ainsi que de plusieurs publications dont 311 Methods et Methodes.
L'architecture de Pierre Hebbelinck est décrite par ses pairs comme  « un univers empreint d'une grande poésie (...) par l'exercice de procédés récurrents, parfois obsessionnels » où « la conviction transcende les questions pratiques » ou encore comme un « langage universel fondé sur l'absence d'expression formelle ».

## Réalisations
- 1992-1997 : Halle aux Viandes de Liège, bâtiment du XVIe siècle (restauration)
- 1994-2002 : MAC's au Grand-Hornu (transformation, restauration et extension)
- 2002-2006 : Théâtre du Manège à Mons (transformation, extension et scénographie)
- 2003-2013: Théâtre de Liège (transformation, restauration et extension)
- 2003-2013 : Cercle Royal des Beaux-Arts de Liège[22] (transformation, restauration et extension)
- 2004 : Maison Dejardin-Hendricé
- 2008-2012 : Villa Beau Site–Centre culturel de Rixensart[23] (restauration et aménagements)
- 2011-2015 : Mons Memorial Museum (transformation, rénovation, extension et muséographie)
- 2013-2018 : La Halle Perret à Montataire (transformation, rénovation et extension)
- 2015-2018 : Espace des Arts de Chalon-sur-Saône (rénovation et modernisation)
- 2016 : Bâtiment d'accueil du domaine de Gaasbeek[24](création)

## Distinctions
Au cours de sa carrière, Pierre Hebbelinck a régulièrement été distingué. Parmi ces distinctions, on peut citer :
- 2015 : Chevalier des Arts et des Lettres et lauréat du Prix Caius avec Vitra Belgium
- 2014 : lauréat du concours Infosteel Construction Acier avec le bureau d’études Greisch et lauréat du Prix Ianchelevici avec l’artiste Patrick Corillon
- 2006 : lauréat du Prix d'Architecture Contemporaine à Uccle
- 2005 : lauréat du Belgian Building Award - prix de l’habitation résidentielle
- 2003 : lauréat du Awards de l’architecture Belge
- 2002 : lauréat du Prix baron Horta[2] et lauréat du Prix d'Architecture Contemporaine à Uccle
- 2000 : lauréat du Euro-Belgian Architectural Award
- 2000 : lauréat du Awards 2000
- 1998 : lauréat du Prix Rénospecto et lauréat du Euro-Belgian Architectural Award
- 1993 : lauréat du Prix de l'Urbanisme de la Ville de Liège
- 1991 : lauréat du Chicago Metallic Award et lauréat du Belgian Architectural Award
- 1990 : lauréat 9e Prix International d'Architecture Eternit